# Wspólnota administracyjna Prittriching
Wspólnota administracyjna Prittriching – wspólnota administracyjna (niem. Verwaltungsgemeinschaft) w Niemczech, w kraju związkowym Bawaria, w rejencji Górna Bawaria, w regionie Monachium, w powiecie Landsberg am Lech. Siedziba wspólnoty znajduje się w miejscowości Prittriching. Powstała 1 maja 1978 w wyniku reformy administracyjnej.
Wspólnota administracyjna zrzesza dwie gminy wiejskie (Gemeinde): 
- Prittriching, 2 409 mieszkańców, 25,37 km²
- Scheuring, 1 855 mieszkańców, 21,25 km²